# Monumento a Bernardo Ferrándiz
El monumento a Bernardo Ferrándiz es un busto situado en el Parque de la ciudad española de Málaga.
Su autor es Agapito Vallmitjana, fue inaugurado en 1913 y homenajea al pintor valenciano Bernardo Ferrándiz.
Se sitúa sobre un pedestal, obra de Diego García Carreras.